# Makromonomer
Makromonomer to polimer lub oligomer zdolny do dalszej polimeryzacji.
Normalnie, polimery stanowiące gotowe produkty, np. tworzywa sztuczne są związkami chemicznymi, które w warunkach ich stosowania nie podlegają żadnym reakcjom chemicznym. Makromonomery natomiast posiadają zazwyczaj na obu końcach nieprzereagowane grupy funkcyjne, dzięki czemu mogą one z sobą dalej reagować tak samo jak wyjściowe monomery.
Większość makromonomerów otrzymuje się poprzez dodanie w trakcie reakcji polimeryzacji ściśle obliczonej ilości specjalnego związku chemicznego, który jest nazywany środkiem zakańczającym. Jeśli np. doda się środek zakańczający w takiej proporcji, że występują dwie jego cząsteczki na 100 cząsteczek monomeru, otrzyma się makromonomer, w którym jest 100 merów pierwotnych oraz dwa mery końcowe pochodzące od środka zakańczającego.
Makromonomery stosuje się w trzech przypadkach:
- do syntezy dobrze zdefiniowanych kopolimerów blokowych,
- jako środki sieciujące przy produkcji elastomerów,
- jako ciekłe substraty, z których szybko formuje się stałe polimery w końcowym etapie cyklu produkcji; stosuje się je np. w mieszankach do produkcji pianek poliuretanowych.